# 색어
색어(Saek, แสก)는 라오스 캄무안주의 10개 마을과 메콩강 바로 건너편의 태국 나콘파놈주의 4개 마을에서 사용되는 따이어파의 언어이다. 화자들은 타이족의 일파인 색족으로, 수는 약 1만 명이다. 북부 좡어와 부이어 등이 속한 북따이어군에 분류된다. 6개의 성조가 있다.